# 북도면
북도면(北島面)은 대한민국 인천광역시 옹진군의 면으로, 시도(矢島), 신도(信島), 모도(茅島), 장봉도(長峰島) 등으로 구성되어 있으며, 면적은 17.65 km2, 인구는 2,100여 명이다.
면사무소는 시도리에 있고, 1968년 장봉리에 장봉출장소가 설치되었다.

## 지리
영종도 바로 북쪽에 섬들이 동서로 열을 지어 늘어서 있고, 영종도 삼목 선착장에서 신도항까지는 약 2km 떨어져 있다. 옹진군 다른 도서 주민들이 인천항을 통해 교통하는 것과 달리 북도면 주민들은 영종도를 통해 다른 지역과 교통하며, 생활권과 학군도 영종도와 하나의 권역으로 묶인다. 모도, 시도, 신도는 연도교로 서로 연결되어 있다.
지형은 대체로 해발 200m 이하의 낮은 산지를 이루어져 있으며, 해안에는 간석지가 넓게 발달했다. 쌀과 배추, 무 등의 채소 농사 및 김 양식이 활발하다.

## 역사
- 조선 시대 : 경기도 강화군 북도면
- 1914년 4월 1일 : 경기도 부천군 북도면[1]
- 1968년 : 장봉출장소를 설치하였다.
- 1973년 7월 1일 : 경기도 옹진군 북도면[2]
- 1995년 3월 1일 : 인천광역시 옹진군 북도면[3]

## 행정 구역
| 법정리 | 한자명 | 행정리                             | 비고              |
| ------ | ------ | ---------------------------------- | ----------------- |
| 모도리 | 茅島里 | 모도리                             |                   |
| 시도리 | 矢島里 | 시도리                             | 면사무소 소재지   |
| 신도리 | 信島里 | 신도1리, 신도2리, 신도3리, 신도4리 |                   |
| 장봉리 | 長峰里 | 장봉1리, 장봉2리, 장봉3리, 장봉4리 | 장봉출장소 소재지 |

## 교육
- 인천삼목초등학교 장봉분교
- 인천공항초등학교 신도분교
- 신도초등학교 모도분교 (폐교) - 모도로 124 (모도리)
- 인천남중학교 북도분교 (폐교) - 신도로182번길 64 (신도리)